# 上海公交975路
975路是上海市内一条长线公共汽车线路，2006年10月1日由原名“广野专线”改名缩线而来。

## 路线基本资料

### 线路走向
- 上行：自广灵四路起经北宝兴路、广中路、大连西路、大连路、大连路隧道、东方路、商城路、源深路、浦电路、世纪大道、杨高南路、花木路、白杨路、芳草路、沪南路、沪南公路、周祝公路、瑞浦路、沈梅东路至周东南路鹤沙路止。
- 下行：自周东南路起经沈梅东路、瑞浦路、周祝公路、沪南公路、沪南路、芳草路、白杨路、花木路、杨高南路、世纪大道、浦电路、源深路、乳山路、东方路、大连路隧道、大连路、大连西路、广中路、凉城路至广灵四路广粤路止。

### 服务时间
- 广灵四路广粤路：06:00-22:00
- 周东南路鹤沙路：05:45-22:00

### 收费
全程单价RMB¥2，无人售票，线路实行公交换乘优惠。

### 停站
- 上行：广灵四路广粤路 - 广中路广粤路 - 广中路水电路 - 大连西路东体育会路 - 大连西路曲阳路 - 大连西路玉田新村 - 大连西路四平路 - 和平公园 - 大连路飞虹路 - 大连路周家嘴路 - 大连路长阳路 - 东方路乳山路 - 商城路福山路 - 源深路商城路 - 源深路张杨路 - 杨高南路世纪大道 - 花木路杨高南路 - 花木路玉兰路 - 白杨路樱花路 - 龙阳路地铁站 - 白杨路芳草路 - 芳草路连波路 - 沪南路高科西路 - 沪南路北中路 - 沪南路陈春路 - 沪南路绿科路 - 沪南路御桥路 - 沪南路康花路 - 沪南路康桥路 - 沪南公路秀康路 - 沪南公路秀浦路 - 沪南公路上南路 - 沪南公路横桥路 - 沪南公路繁荣路 - 周祝公路康沈路 - 瑞浦路瑞阳路 - 瑞浦路瑞意路 - 沈梅东路康沈路 - 周东南路瑞安路 - 周东南路鹤沙路
- 下行：周东南路鹤沙路 - 周东南路瑞安路 - 沈梅东路康沈路 - 瑞浦路瑞意路 - 瑞浦路瑞阳路 - 周祝公路康沈路 - 沪南公路繁荣路 - 沪南公路横桥路 - 沪南公路年家浜路 - 沪南公路秀浦路 - 沪南公路秀康路 - 沪南路康桥路 - 沪南路康花路 - 沪南路御桥路 - 沪南路绿科路 - 沪南路高青路 - 沪南路陈春东路 - 沪南路北中路 - 沪南路高科西路 - 芳草路连波路 - 白杨路芳草路 - 龙阳路地铁站 - 白杨路樱花路 - 花木路玉兰路 - 花木路杨高南路 - 杨高南路峨山路 - 杨高南路世纪大道 - 源深路张杨路 - 源深路商城路 - 乳山路源深路 - 乳山路福山路 - 乳山路东方路 - 大连路长阳路 - 大连路周家嘴路 - 大连路新港路 - 和平公园 - 大连西路四平路 - 大连西路玉田新村 - 大连西路曲阳路 - 大连西路东体育会路 - 广中路水电路 - 凉城路广灵二路 - 广灵四路广粤路

### 轨道交通换乘
- █ 2号线：龙阳路站
- █ 4号线：大连路站
- █ 6号线：源深体育中心站
- █ 7号线：龙阳路站、芳华路站
- █ 8号线：曲阳路站、四平路站
- █ 10号线：四平路站
- █ 12号线：大连路站
- █ 13号线：陈春路站
- █ 16号线：龙阳路站
- █ 18号线：龙阳路站、芳华路站、北中路站、莲溪路站、御桥站、康桥站、周浦站、沈梅路站
- █ 磁浮线：龙阳路站

### 途经重要地点
上海外国语大学、上海和平公园、世纪公园、上海科技馆、宜家家居（北蔡店）